# Protoleptoneta baccettii
Espèce
Synonymes
- Leptoneta baccettii Brignoli, 1979

Protoleptoneta baccettii est une espèce d'araignées aranéomorphes de la famille des Leptonetidae.

## Distribution
Cette espèce est endémique de Toscane en Italie. Elle se rencontre dans des grottes de l'île d'Elbe.

## Publication originale
- Brignoli, 1979 : Ragni d'Italia XXXI. Specie cavernicole nuove o interessanti (Araneae). Quaderni Periodico del museo di speleologica "V. Rivera", vol. 5, no 10, p. 1-48.